# 帕里奧爾科山
19°35′S 65°45′W / 19.583°S 65.750°W

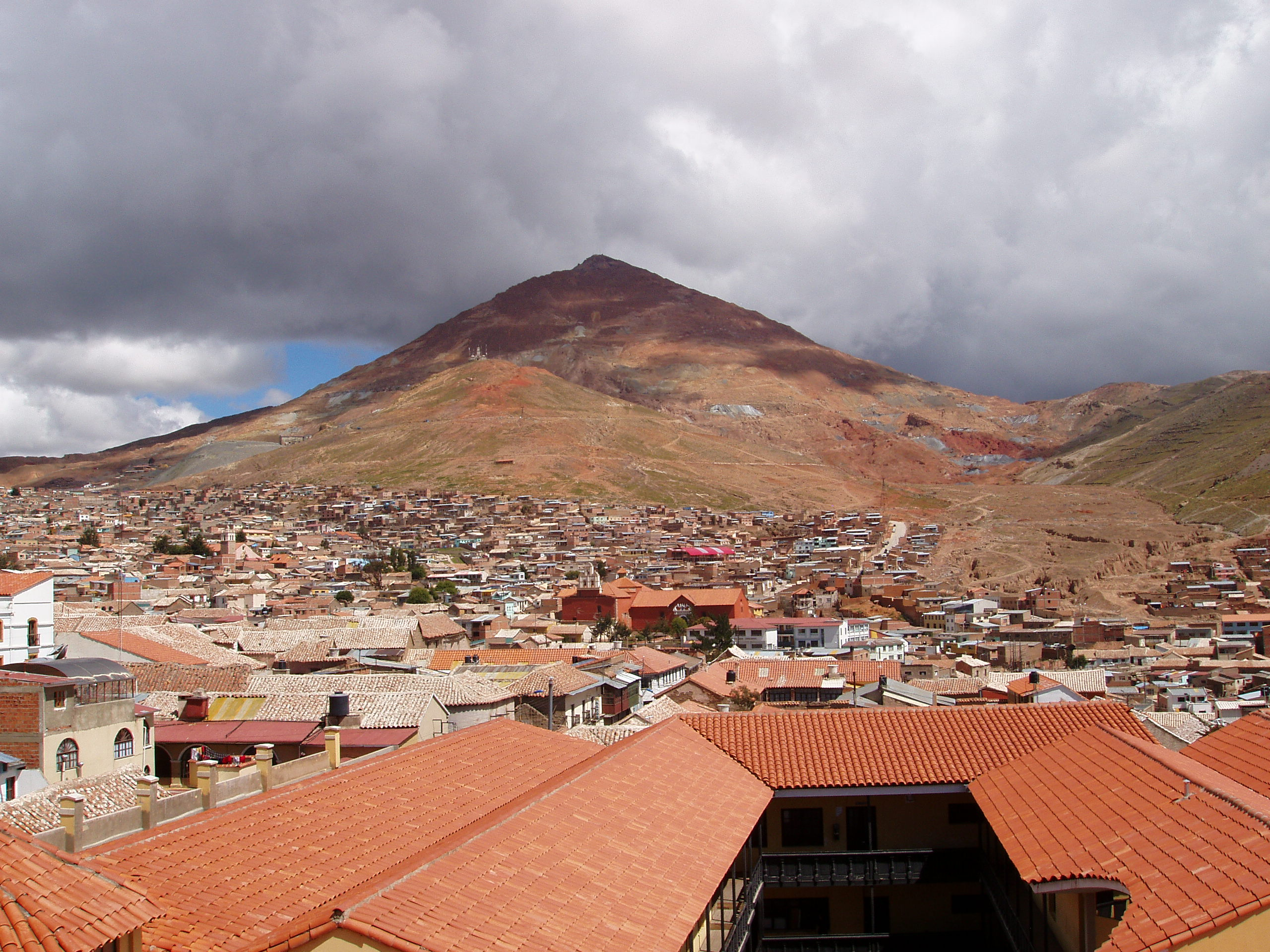

帕里奧爾科山（Pari Urqu），是玻利維亞的山峰，位於該國西南部波托西省的托馬斯弗里亞斯省，處於波托西以西，屬於安第斯山脈的一部分，海拔高度約3,950米。